# Hannelore Dietzschold

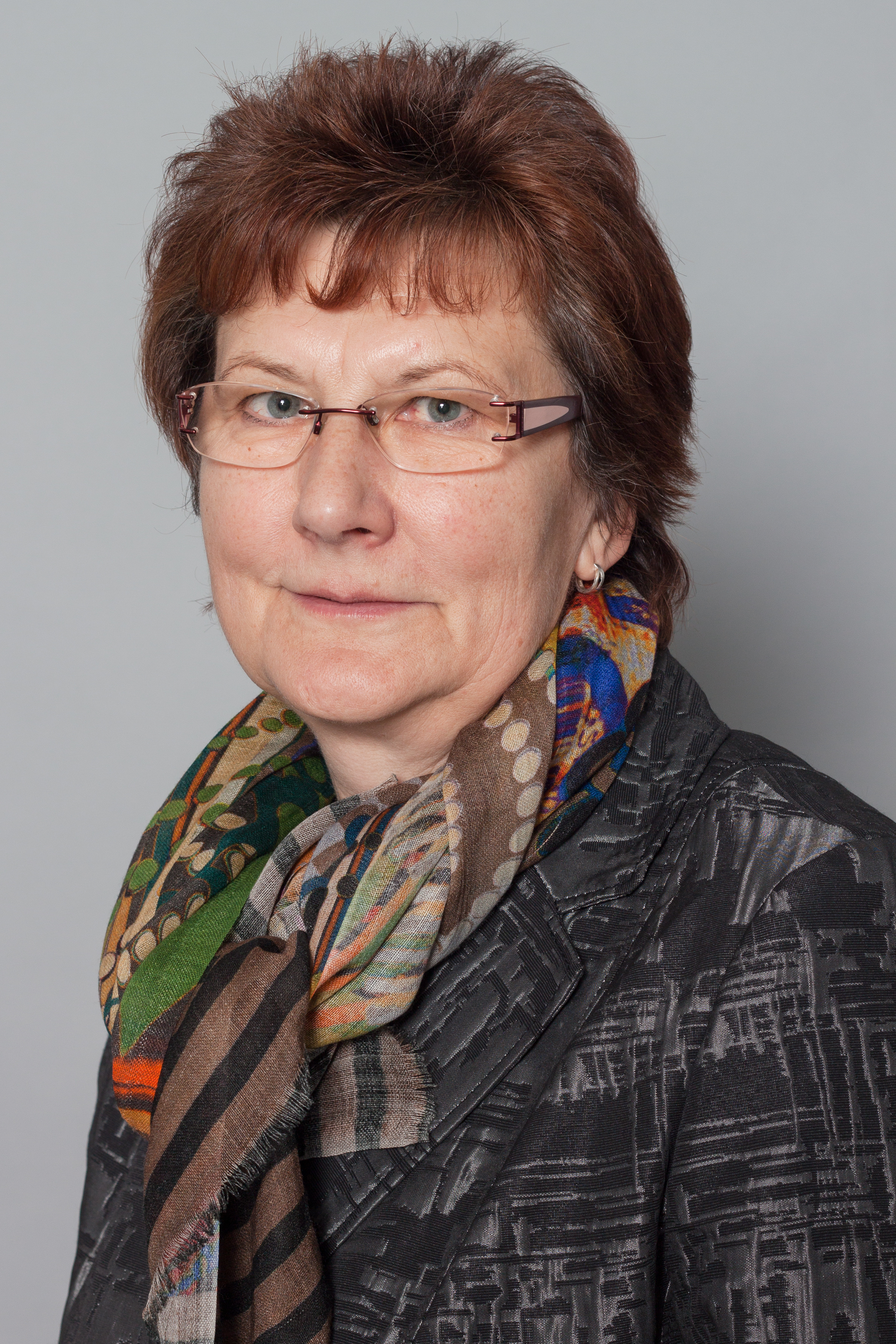
Hannelore Dietzschold 2013

Hannelore Dietzschold (* 6. Oktober 1953 in Wurzen) ist eine deutsche Politikerin (CDU). Zwischen 2009 und 2019 war sie Abgeordnete des sächsischen Landtages.

## Beruf und politisches Ehrenamt
Dietzschold beendete die Schule 1970 mit dem Realschulabschluss. Anschließend absolvierte sie bis 1972 eine Lehre als Facharbeiterin für Instandhaltungstechnik und war ab 1972 als Instandhaltungsmechanikerin im Nahrungsmittelkombinat Wurzen und später als Gütekontrolleurin im Landmaschinenbau Torgau tätig. Ab September 1991 fungierte sie nacheinander als Büroleiterin im Wahlkreisbüro der sächsischen Landtagsabgeordneten Karl Czok, Werner Hubrich und Angelika Pfeiffer.
Im Jahr 1992 trat sie in die CDU ein. Von 1996 bis 2007 war sie Mitglied im CDU-Kreisvorstand Muldentalkreis, davon 1998 bis 2002 als 1. stellvertretende Kreisvorsitzende. Seit 2005 ist sie Vorsitzende des Stadtverbandes Wurzen und seit 2013 Beisitzerin in Landesvorstand der CDU.

## Wahlämter
Seit der Kommunalwahlen in Sachsen 2009 ist sie Stadträtin in Wurzen und dort Vorsitzende des Ausschusses für Kultur, Jugend, Schule und Sport. Sie ist Aufsichtsratsmitglied der Wärmeversorgung Wurzen (WVW) GmbH und Gesellschaftsvertreter in der Gesellschafterversammlung.
Bei der Landtagswahl in Sachsen 2009 zog sie erstmals über den Wahlkreis 26 (Leipzig Land 4) als Abgeordnete in den sächsischen Landtag ein und erlangte auch bei der Landtagswahl in Sachsen 2014 wieder das Direktmandat mit 45,9 % der Stimmen. Im Landtag war sie Mitglied im Ausschuss für Soziales und Verbraucherschutz, Gleichstellung und Integration, sowie Mitglied im Petitionsausschuss.